# Associação Nacional dos Transportadores de Passageiros sobre Trilhos
A Associação Nacional dos Transportadores de Passageiros sobre Trilhos (ANPTrilhos) é uma associação do setor de transportes ferroviários do Brasil. Entidade civil nacional sem fins lucrativos, está sediada em Brasília, Distrito Federal, é filiada à Confederação Nacional do Transporte (CNT) e suas atividades tiveram início em fevereiro de 2011. Foi fundada em 28 de agosto de 2010.
A associação publica periodicamente o Balanço do Setor Metroferroviário de Passageiros com dados sobre o crescimento da malha, de passageiros, dos projetos em desenvolvimento, entre outros.

## Membros
A Associação congrega quase todos os operadores do transporte coletivo ferroviário do Brasil, listados abaixo e seus respectivos sistemas operados, e são membros também associações e indústrias do setor no Brasil.
A Bombardier Transportation Brasil e a Alstom Brasil Energia e Transporte se filiaram em 2011.
A CCR Metrô Bahia e a Thales ingressaram em 2014. A Metrofor tornou-se membro em 2015, com formalização em julho e filiação registrada em agosto na reunião ordinária da diretoria da associação. Ainda em 2015, a Companhia de Transportes do Estado da Bahia (CTB), a Concessionária Move São Paulo e a Hyundai Rotem também se tornaram associadas.
A Siemens Brasil, o Grupo MPE, a Bombardier Transportation Brasil, a Associação Brasileira das Operadoras de Trens Turísticos Culturais (ABOTtC) a Associação Nacional dos Transportadores Ferroviários (ANTF) já foram afiliadas.
A Move São Paulo deixou de ser associada à ANPTrilhos ao deixar de existir em 2021, transferindo a PPP para a Concessionária Linha Universidade, que por sua vez, se filiou à Associação em 2023. Já a T'Trans faliu junto com a Itapemirim em 2021, também sendo removida da associação. O Grupo MPE e a Aerom (antiga Aeromóvel) são associados desde ao menos 2018, e a Hyundai-Rotem deixou de ser associada no mesmo período.
Em 2024, foi a vez da concessionária Metrô BH também se juntar ao roll de membros associados da ANPTrilhos, assim como a TAV Brasil, concessionária responsável pelo projeto do primeiro trem de alta velocidade do país.
| Operadores                                                   | Operadores | Data de ingresso |
| ------------------------------------------------------------ | --- | ---------------- |
| Companhia Brasileira de Trens Urbanos (CBTU)                 | Metrô do Recife Sistema de Trens Urbanos de João Pessoa Sistema de Trens Urbanos de Maceió Sistema de Trens Urbanos de Natal VLT do Recife                                                                                           |                  |
| Companhia Cearense de Transportes Metropolitanos (Metrofor)  | Metrô de Fortaleza Metrô do Cariri VLT de Sobral | 2015             |
| Companhia de Transportes do Estado da Bahia (CTB)            | Sistema de Trens do Subúrbio de Salvador | 2015             |
| Companhia do Metrô da Bahia (CCR Metrô Bahia)                | Metrô de Salvador | 2014             |
| Companhia do Metropolitano de São Paulo (CMSP)               | Linha 1 do Metrô de São Paulo Linha 2 do Metrô de São Paulo Linha 3 do Metrô de São Paulo Linha 15 do Metrô de São Paulo |                  |
| ViaMobilidade Linhas 5 e 17                                  | Linha 5 do Metrô de São Paulo Linha 17 do Metrô de São Paulo | 2018             |
| Companhia do Metropolitano do Distrito Federal (Metrô DF)    | Metrô do Distrito Federal |                  |
| Companhia Paulista de Trens Metropolitanos (CPTM)            | Linha 7 do Trem Metropolitano de São Paulo Linha 10 do Trem Metropolitano de São Paulo Linha 11 do Trem Metropolitano de São Paulo Linha 12 do Trem Metropolitano de São Paulo Linha 13 do Trem Metropolitano de São Paulo           |                  |
| ViaMobilidade Linhas 8 e 9                                   | Linha 8 do Trem Metropolitano de São Paulo Linha 9 do Trem Metropolitano de São Paulo | 2021             |
| Concessão Metroviária do Rio de Janeiro (MetrôRio)           | Metrô do Rio de Janeiro |                  |
| Concessionária da Linha 4 do Metrô de São Paulo (ViaQuatro)  | Linha 4 do Metrô de São Paulo |                  |
| Concessionária do VLT Carioca                                | VLT Carioca |                  |
| Empresa de Trens Urbanos de Porto Alegre (Trensurb)          | Metrô de Porto Alegre |                  |
| Companhia Ferroviária e de Logística do Piauí (CFLP)         | Metrô de Teresina |                  |
| Metrô BH S.A. (Metrô BH)                                     | Linha 1 do Metrô de Belo Horizonte Linha 2 do Metrô de Belo Horizonte | 2024             |
| Concessionária Linha Universidade S.A. (LinhaUni)            | Linha 6 do Metrô de São Paulo | 2023             |
| SuperVia Concessionária de Transporte Ferroviário (SuperVia) | Linha Belford Roxo da SuperVia Linha Guapimirim da SuperVia Linha Japeri da SuperVia Linha Paracambi da SuperVia Linha Santa Cruz da SuperVia Linha Saracuruna da SuperVia Linha Vila Inhomirim da SuperVia Teleférico A da SuperVia |                  |
| TAV Brasil                                                   | Trem de Alta Velocidade Rio-São Paulo |                  |
| Fabricantes associados                                       | Fabricantes associados | Data de ingresso |
| Alstom Brasil Energia e Transporte                           | Alstom Brasil Energia e Transporte | 2011             |
| Construcciones y Auxiliar de Ferrocarriles (CAF)             | |                  |
| MPE Engenharia                                               | |                  |
| Thales                                                       | Thales | 2014             |
| Aerom                                                        | |                  |
| Entidade parceira                                            | Entidade parceira | Data de ingresso |
| Associação Brasileira da Indústria Ferroviária (Abifer)      | |                  |